# Agapanthia asphodeli
Agapanthia asphodeli (лат.) — вид жуков-усачей из подсемейства ламиин. 

## Распространение
Распространён в Европе, Северной Африке (Марокко, Тунис, Алжир), Балканском полуострове, Малой Азии, на юге России и западном Казахстане. 

## Описание
Первый членик усиков сегмент снаружи с густыми желтыми волосками. Членики начиная с третьего с широкими красновато-желтыми кольцами и беловатыми волосками, их вершины чёрные. Вершины надкрылий почти закругленные. В основании они в зернистых точках, с длинными прямостоячими волосками и довольно густым буровато-желтым опушением.
Кормовыми растениями личинок являются асфоделус белый, Asphodelus albus subsp. villarsii, Asphodelus fistulosus, Asphodelus aestivus.